# Iesa Rodrigues
Iesa Rodrigues é uma jornalista brasileira de moda.
Ela foi ilustradora no Caderno Feminino do Jornal do Brasil e editora dos Cadernos Viagem, Consumo, Decoração e Estilo. Iesa sempre se considerou repórter de moda. Em sua trajetória, passou pela Bloch Editores e pela Editora Abril. É inscrita na Chambre Syndicale de la Mode, em Paris, e cobre todas as temporadas internacionais do circuito Paris-Milão-Nova Iorque. Há 10 anos, foi uma das pioneiras na Internet, no Brasil, ao criar o sítio "estilolesa", sobre moda e comportamento.
Editora de moda da revista Domingo e do caderno B, Iesa ainda colabora com a revista Glam Rio, do Jornal do Brasil. É autora dos livros "O Rio que virou moda", "30 estilistas do Rio de Janeiro", "Decoração na medida certa" e "Luiza
Brunet - uma mulher brasileira". É responsável pelo curso de Jornalismo de Moda do Centro de Moda do Senac Rio.